# Берёзовец (Орловская область)
Берёзовец — село в составе Октябрьского сельского поселения Залегощенского района Орловской области России.
До образования Залегощенского района входило в состав Новосильского уезда Тульской губернии.

## География
Располагается на холмистой местности по обоим берегам реки Березовец (притока Неручи) в 9 км от районного центра Залегощии в 4 км от сельского административного — села Архангельского.

## Название
Название получено по гидрониму — от реки (ручья), протекающей в этой местности, где раньше рос берёзовый лес.

## История
В историческом очерке Новосильского Свято-Духова монастыря указано: «Село Березовец с деревянной церковью Введения в храм Пресвятой Богородицы, построенный в 1630 году, составлялось из крестьян, переведённых сюда из сел Задушного и Игумнова, в нем дворов 48.». Каменная церковь во имя Введения в храм Пресвятой Богородицы была построена в 1815 году, а в 1873-м пристроена колокольня. 19 мая 1888 года был освящён новый придел во имя св. Алексия — митрополита Московского. Придел был устроен в трапезной церкви на средства вдовы священника этого села Д. М. Покровской. Приход состоял из одного самого села. В 1915 году в селе насчитывалось 454 крестьянских дворов. Имелись земская школа и церковно-приходская. 

## Население
| 1857 | 1859  | 1915  | 2002 | 2010 |
| ---- | ----- | ----- | ---- | ---- |
| 2635 | ↗2679 | ↗3918 | ↘411 | ↘364 |